# Сальваторе Джюнте

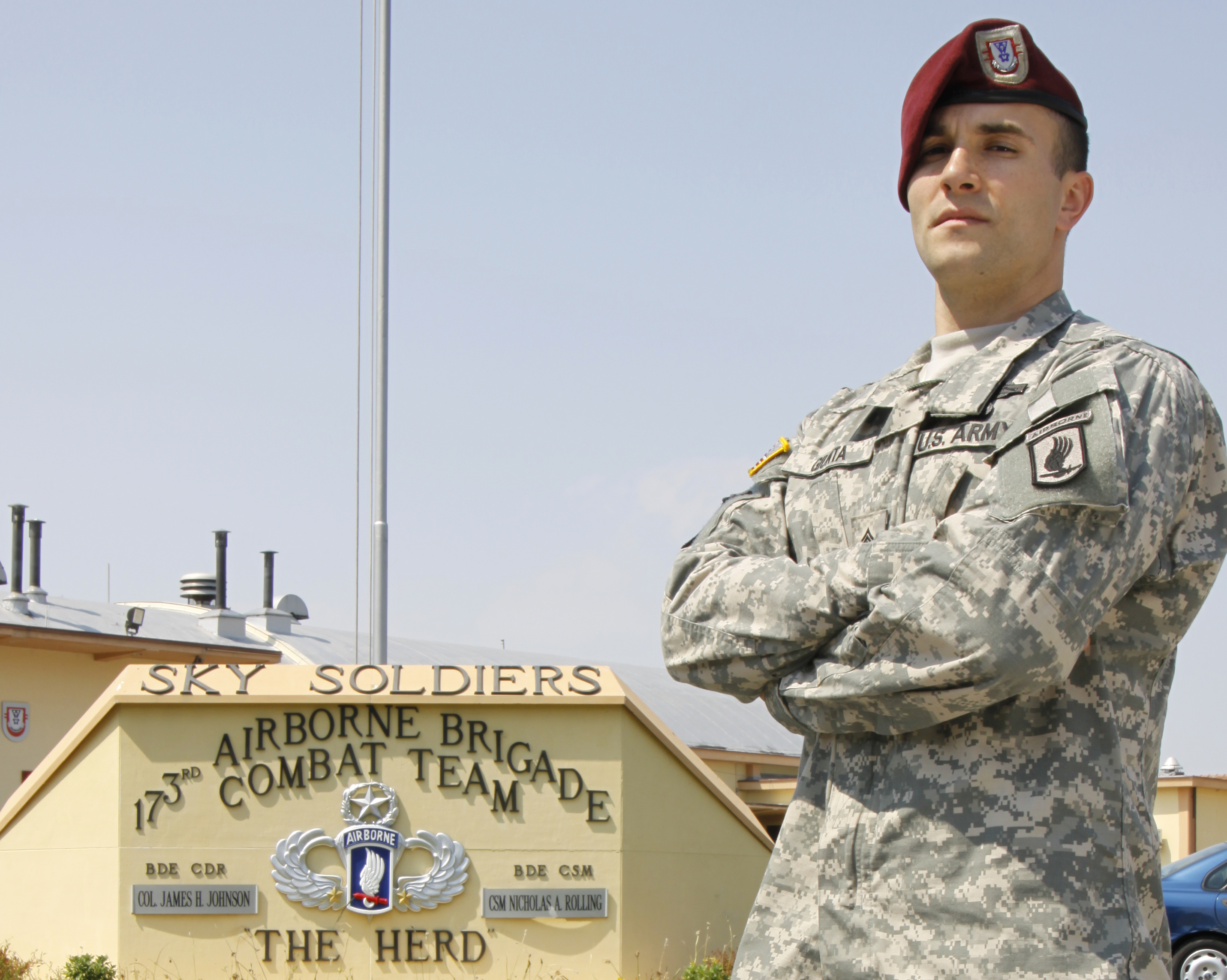
Штаб-сержант Джюнте біля своєї частини. Травень 2010

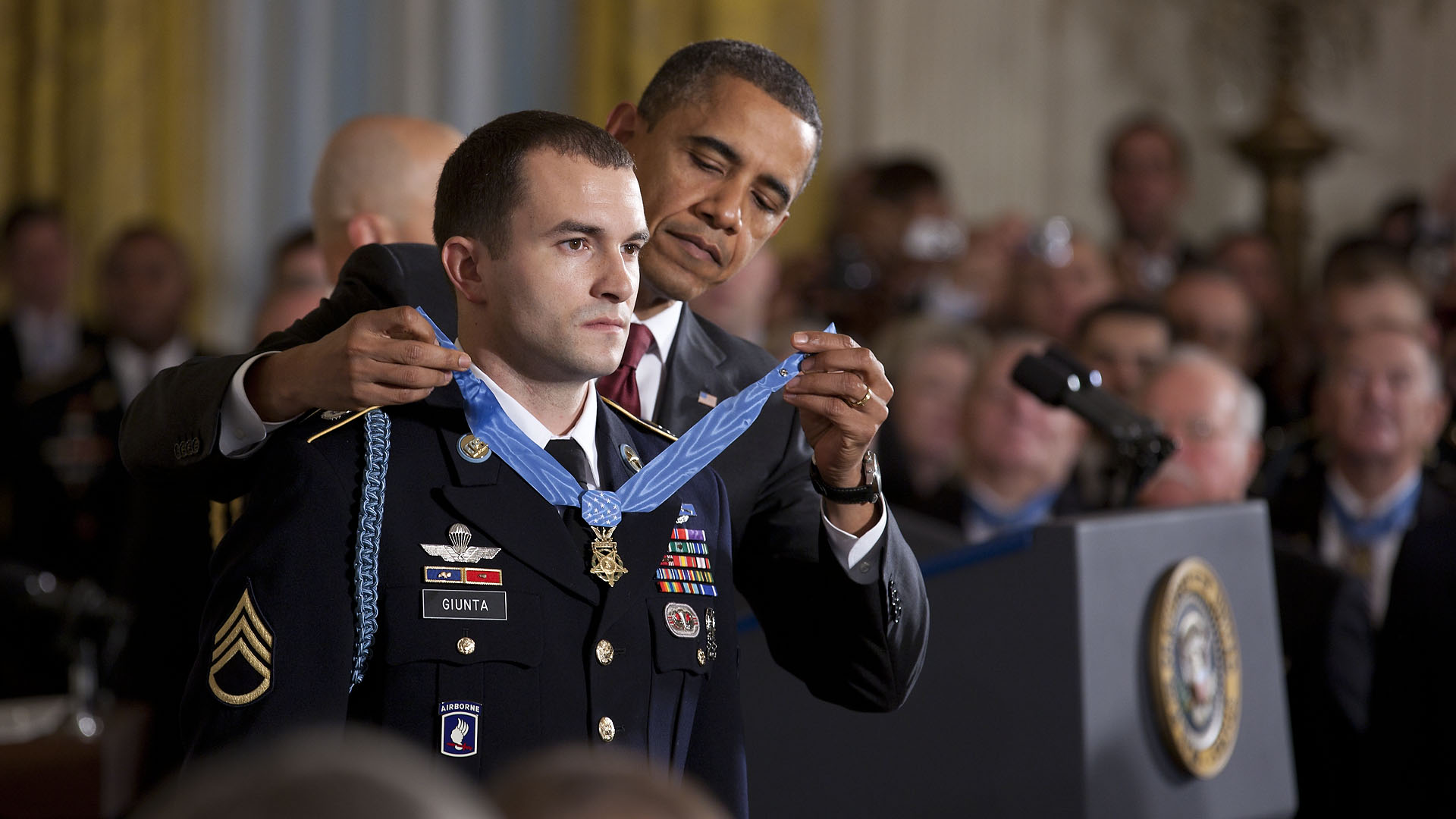
Вручення Медалі Пошани штаб-сержанту Сальваторе Джюнте Президентом США Бараком Обама. 16 листопада 2010

Сальвато́ре Августі́н Джюнте́ (англ. Salvatore Augustine Giunta; нар. 21 січня 1985, Клінтон, Айова, США) — американський військовослужбовець, колишній штаб-сержант повітряно-десантних військ армії США, перший кавалер Медалі Пошани, що був удостоєний при житті цієї нагороди після війни у В'єтнамі.
Джюнте отримав найвищу військову нагороду за подвиг, який він здійснив 25 жовтня 2007 року під час бойових дій у війні в Афганістані, врятувавши життя товаришів свого відділення.

## Біографія
Сальваторе Джюнте народився 21 січня 1985 року в містечку Клінтон, штат Айова в родині італійського походження.

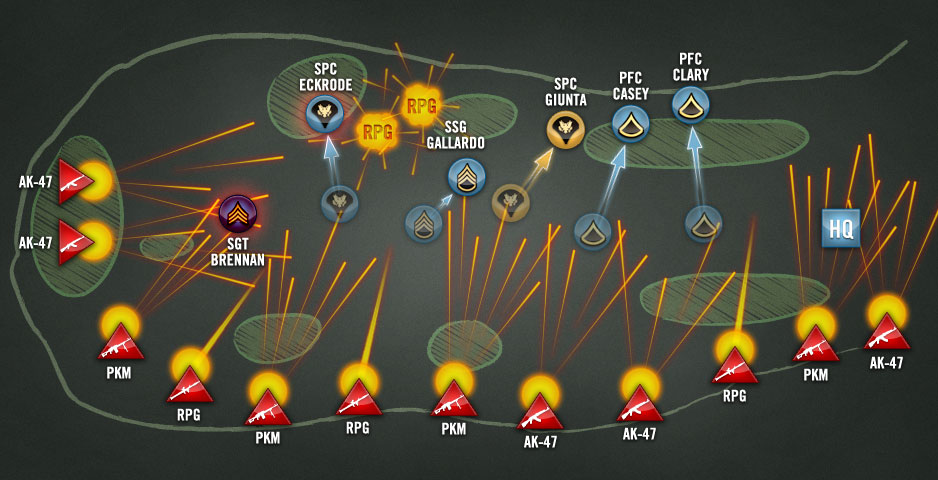
Схема бою, під час якого відділення Джюнте потрапило у засідку моджахедів

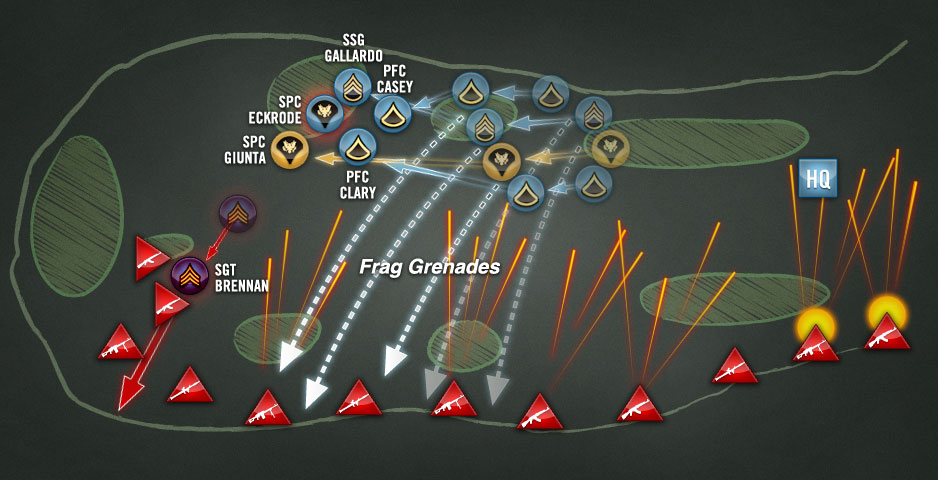
Схема бою, під час якого відділення Джюнте потрапило у засідку моджахедів

### Служба в збройних силах
Джюнте пройшов повний курс базової та піхотної підготовки в піхотній школі у Форті Беннінг, штат Джорджія. З березня 2005 по березень 2006 року знаходився у складі багатокоаліційних сил НАТО в Афганістані у першому відрядженні. Другого разу знаходився у Афганістані з травня 2007 по липень 2008. У серпні 2009 року отримав чергове звання «штаб-сержант». Службу проходить у складі 2-го парашутного батальйону 503-го парашутно-десантного полку, 173-ї повітряно-десантної бригади у Віченца, Італія.
2007 Джюнте дислокувався разом зі своїм підрозділом поблизу афгано-пакистанського кордону на базі вогневої підтримки Вегас в районі долини Коренгал, що отримала серед солдатів назву долина Смерті.

### Опис подвигу
Наприкінці жовтня 2007, підрозділ Джюнте брав участь в операції проти бойовиків Талібану, які дислокувалися поблизу цього регіону. В ночі 25 жовтня, відділення спеціаліста С. Джюнте, після виконання отриманого завдання поверталося до пункту постійної дислокації, коли потрапили у засідку, що влаштували моджахеди. Група бойовиків у кількості 10-15 чоловіків, підпустила відділення американців, що висувалося у бойовому порядку поздовж лісу, на дуже коротку відстань, майже 10 метрів, та відкрила вогонь впритул. Дистанція між протиборчими сторонами була такою малою, що десантники не були в змозі викликати прикриття з повітря, яке забезпечувалося вертольотами вогневої підтримки AH-64 «Апач».
У ході швидкоплинного бою, що зав'язався, моджахеди впритул застосували масований кинджальний вогонь з автоматів та кулеметів Калашникова, а також стрільбу з ручних гранатометів. Відразу був важко поранений командир першої групи сержант Джошуа Бреннан (англ. Joshua Brennan), що діяв у передовій охороні підрозділу, в якого влучило 8 куль противника, та спеціаліст Френк Екрод (англ. Frank Eckrode), поранений 4-ма кулями. Джютне, який йшов у колоні четвертим, отримав кілька влучень з боку ворога, проте його захистили засоби індивідуального захисту й він зміг сховатися у найближчому природному укритті. Зорієнтувавшись в обстановці, Джюнте зрозумів, що противник намагається атакою із заходу та півночі вивести зі строю якомога більше воїнів та захопити кого-небудь у полон. Відкривши вогонь і кидаючи на ходу гранати, він побіг до голови колони, де негайно підтримав дії старшого сержанта Еріка Галлардо і спеціаліста Френкліна Екроуда. Але Екроуд, чий кулемет М249 заклинив, невдовзі був серйозно поранений. Організував прикриття поранених товаришів, Джюнте продовжив рух вперед, та побачив, як двоє нападаючих, одним з яких, як з'ясувалося пізніше, був відомий лідер Талібану Мохаммед Талі, тягнуть важкопораненого Бреннана в напрямку до лісу. Незважаючи на вогонь противника, Джюнте атакував їх, використовуючи свій автомат М4, убив Талі і підбіг до Бреннана, забезпечивши йому захист і першу медичну допомогу до прибуття медевакуації. Згодом, Джюнте прикривав дії відділення очікуючи на прибуття допомоги.
Проте, наступного дня сержант Бреннан від отриманий поранень помер у військовому шпиталі.
Бій тривав 3 хвилини.

### Офіційний текст нагородження Сальваторе Джюнте Медаллю Пошани
| «Спеціаліст Сальваторе Джюнте, 25 жовтня 2007 року, у ході бойового зіткнення з військами противника в долині Коренгал, Афганістан, продемонстрував з ризиком для власного життя, надзвичайну хоробрість і відвагу, які перевищували службовий обов'язок. Під час патрулювання спеціаліст Джюнте разом зі своїми товаришами просуваючись у складних умовах місцевості, потрапив у засідку, яку влаштували добре озброєні та підготовлені повстанці. Під нищівним вогнем противника, спеціаліст Джюнте вступив у сутичку з противником. Побачивши, що під вогнем ворога командир відділення впав, він кинувшись йому на допомогу, допоміг своєму командирові укритися й організував надання першої медичної допомоги. Кулі моджахедів потрапили у бронежилет та зброю спеціаліста Джюнте, проте він ігноруючи це, застосував ручні гранати,намагаючись таким чином прикрити позиції, де ховалися його бойові товариші. Під шквальним вогнем противника він здійснив спробу прорватися до іншого пораненого солдата. Там спеціаліст Джюнте побачив, що ще один військовослужбовець залишається відокремленим від основних сил підрозділу. Він без коливань стрімким кидком просунувся вперед й з верхівки гори побачив, що два моджахеди тягнуть американського солдата. Спеціаліст Джюнте негайно вступив у сутичку, вбив одного та поранивши іншого повстанця. Діставшись пораненого десантника, він негайно надав тому першої медичної допомоги та прикривав товариша,поки не підійшло підкріплення. Непохитна сміливість спеціаліста Джюнте, самовідданість та рішучі дії під вогнем противника, відіграли невід’ємне значення в здібності взводу відбити раптову атаку ворога із засідки та врятувати захопленого американського солдата. Надзвичайний героїзм та самопожертва спеціаліста Джюнте, що перевершують звичайний службовий обов’язок, нерозривно пов’язані з дотриманням найвищих стандартів військових традицій, та викликають найвизначнішу повагу до нього, роти «В», 2-го парашутного батальйону, 503-го парашутного полку та армії Сполучених Штатів[6]. Оригінальний текст (англ.) Specialist Salvatore A. Giunta distinguished himself conspicuously by gallantry and intrepidity at the risk of his life above and beyond the call of duty in action with an armed enemy in the Korengal Valley, Afghanistan, on October 25, 2007. While conducting a patrol as team leader with Company B, 2d Battalion (Airborne), 503d Infantry Regiment, Specialist Giunta and his team were navigating through harsh terrain when they were ambushed by a well-armed and well-coordinated insurgent force. While under heavy enemy fire, Specialist Giunta immediately sprinted towards cover and engaged the enemy. Seeing that his squad leader had fallen and believing that he had been injured, Specialist Giunta exposed himself to withering enemy fire and raced towards his squad leader, helped him to cover, and administered medical aid. While administering first aid, enemy fire struck Specialist Giunta’s body armor and his secondary weapon. Without regard to the ongoing fire, Specialist Giunta engaged the enemy before prepping and throwing grenades, using the explosions for cover in order to conceal his position. Attempting to reach additional wounded fellow soldiers who were separated from the squad, Specialist Giunta and his team encountered a barrage of enemy fire that forced them to the ground. The team continued forward and upon reaching the wounded soldiers, Specialist Giunta realized that another soldier was still separated from the element. Specialist Giunta then advanced forward on his own initiative. As he crested the top of a hill, he observed two insurgents carrying away an American soldier. He immediately engaged the enemy, killing one and wounding the other. Upon reaching the wounded soldier, he began to provide medical aid, as his squad caught up and provided security. Specialist Giunta’s unwavering courage, selflessness, and decisive leadership while under extreme enemy fire were integral to his platoon’s ability to defeat an enemy ambush and recover a fellow American soldier from the enemy. Specialist Salvatore A. Giunta’s extraordinary heroism and selflessness above and beyond the call of duty are in keeping with the highest traditions of military service and reflect great credit upon himself, Company B, 2d Battalion (Airborne), 503d Infantry Regiment, and the United States Army.» |